# Grigorovičův parimejník

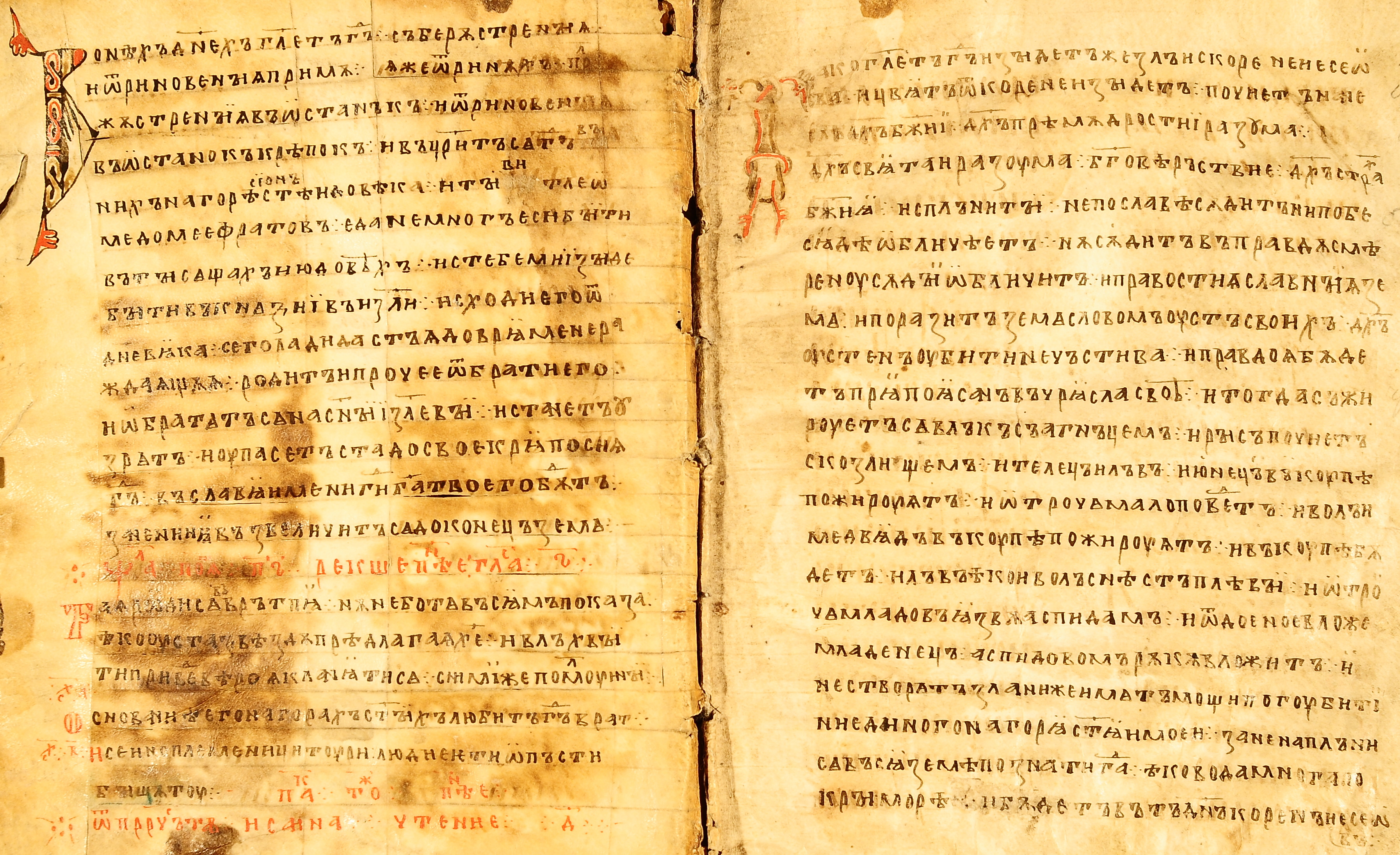
Grigorovičův parimejník

Grigorovičův parimejník je bulharský středověký pergamenový rukopis z přelomu 12. a 13. století. V roce 1844 ho v klášteře Chilandar našel Viktor Grigorovič a přivezl do Ruska. V roce 1876 se stal majetkem Rumjancevova muzea v Moskvě a nyní je uložen v Ruské státní knihovně pod kódem Grig. № 2 / М.1685.
Rukopis je palimpsest – pod jeho cyrilickým textem byly nalezeny stopy vymazaného řeckého evangelia z 9. století. Ve své současné podobě obsahuje rukopis pasáže ze Starého zákona (paremias) určené k liturgickému čtení během církevních svátků. Jde o nejstarší dochovaný slovanský parimejník, pravděpodobně zkopírovaný z hlaholského originálu. Několik listů ze středu a konce textu se nedochovalo.